# 柳班 (俄羅斯)
柳班（俄语：Любань，發音：[lʲʊˈbanʲ]）是俄羅斯列寧格勒州托斯诺区城市，距離聖彼得堡東南85公里。2002年人口為4,616人。1499年首次見於文獻。1912年設市。1942年在此发生柳班战役。